# Општина Думбравица (Марамуреш)
Думбравица (рум. Dumbrăviţa) општина је у Румунији у округу Марамуреш.
Oпштина се налази на надморској висини од 199 m.